# Edgar Douglas Adrian
Edgar Douglas Adrian, 1. Baron Adrian (London, 30. studenog 1889. – Cambridge, 8. kolovoza 1977.), britanski je znanstvenik, 1932.g. 
podijelio je Nobelovu nagradu za fiziologiju ili medicinu sa Sirom Charlesom Scottom Sherringtonom za svoj rad na funkciji neurona.

## Rad
Nastavljajući raniji rad Keith Lucasa, 1928. Adrian je uspio snimiti električne naboje signala živčanog vlakna, koji su nastali fizikalnim podraživanjem. Bilo je to slučajno otkriće koje je dokazalo prisutnost elektriciteta u živčanim vlaknima.
Najvažniji rezultat tih istraživanja kaže da podraživanje kože stalnim podražajem je u početku snažno, ali postupno s vremenom se smanjuje. Impulsi koji prolaze živcem stalne su snage, ali se s vremenom smanjuje učestalost impulsa i osjet u mozgu se smanjuje.
Primjenom tih rezultata na istraživanje boli uzrokovanom stimuliranjem živčanog sustava, došlo je do otkrića o prijenosu signala u mozak i otkriven je prostorni raspored osjetnih područja moždane kore u različitih životinja. Ti zaključci doveli su do ideje osjetne mape (koja se naziva homunculus) u somatosenzornom sustavu.

## Vanjske poveznice
- (engl.)Nobelova nagrada - Životopis  Arhivirana inačica izvorne stranice od 30. listopada 2001. (Wayback Machine)